# Hank Aaron
Henry Louis „Hank“ Aaron, Spitzname Hammerin’ Hank (* 5. Februar 1934 in Mobile, Alabama; † 22. Januar 2021 in Atlanta, Georgia) war ein Baseballspieler in der Major League Baseball (MLB) auf der Position des Outfielders. 1974 gelang es Aaron, den Rekord von Babe Ruth von 714 Home Runs zu übertreffen. Insgesamt brachte Aaron es bis zum Ende seiner Karriere auf 755 Home Runs. 1957 gewann er mit den Milwaukee Braves die World Series und wurde im selben Jahr zum wertvollsten Spieler der National League (NL) gewählt. In seiner Karriere wurde er dreimal mit dem Gold Glove Award ausgezeichnet und 21 Mal in das All-Star-Team gewählt. Aarons Baseballkarriere in der MLB dauerte von 1954 bis 1976. Wegen dieser Leistungen wurde er 1982 in die Baseball Hall of Fame aufgenommen.

## Karriere

### Frühe Jahre
Hank Aaron wuchs in Mobile in ärmlichen Verhältnissen auf, zeigte aber bereits in der Highschool seine außerordentlichen sportlichen Fähigkeiten sowohl im Football als auch im Baseball. Bereits in seinen beiden letzten Jahren an der Highschool spielte Aaron auch noch in halbprofessionellen Teams seines Heimatstaates. Am 20. November 1951 unterzeichnete er einen Vertrag mit den Indianapolis Clowns, einem Team der Negro League, und gewann mit ihnen 1952 die Negro League World Series.
Am 14. Juni 1952 verpflichteten die Boston Braves Aaron für 10.000 US-Dollar. Bis 1954 spielte Aaron in verschiedenen Minor Leagues, bis er zum Spring Training der Braves eingeladen wurde, da sich der etatmäßige Leftfielder Bobby Thomson ein Bein gebrochen hatte. Am 13. April 1954 bestritt Aaron sein erstes Spiel in den Major Leagues gegen die Cincinnati Reds für die mittlerweile nach Milwaukee umgezogenen Braves. Gemeinsam mit Eddie Mathews und Del Crandall bildeten sie die schlagkräftige Offensive der Braves. 1956 gewann er mit einem Schlagdurchschnitt von .328 seinen ersten batting title, 1957 hätte er beinahe die Triple Crown gewonnen. Aber Stan Musial und Willie Mays hatten einen besseren Schlagdurchschnitt. Allerdings konnte sein Team in diesem Jahr die National League gewinnen und in der World Series die New York Yankees besiegen. Aaron wurde im selben Jahr zum wertvollsten Spieler der National League gewählt.
Einen weiteren vergeblichen Anlauf für die Triple Crown unternahm er 1963. In Home Runs und Runs Batted In (RBI) führte er, aber beim Schlagdurchschnitt musste er Tommy Davis und Roberto Clemente den Vortritt lassen. Als die Braves nach der Saison 1965 von Milwaukee nach Atlanta zogen, hatte Aaron bereits 398 Home Runs auf seinem Konto. Die Western Division der National League konnte Aaron noch mit seinem Team 1969 gewinnen, allerdings unterlagen die Braves in der National League Championship Series mit 0:3 gegen die New York Mets.

### Jagd nach dem Rekord
Aarons Jagd nach dem Rekord war von starken rassistischen Begleiterscheinungen überschattet, da Aaron, ein Afroamerikaner, sich anschickte, den Weißen Babe Ruth zu entthronen. Weil Hank Aaron nach Saisonende im Oktober 1973 ausgerechnet bei 713 Home Runs stand, war für die Rassisten Amerikas bis zum Beginn der neuen Spielzeit in den ersten Apriltagen 1974 reichlich Gelegenheit, mit einer Flut von Hassbriefen (im Stile „dear nigger Hank …“) bis hin zu Todesdrohungen Dampf abzulassen. Diese Umtriebe wurden in der US-Öffentlichkeit weithin als derart hässlich aufgenommen, dass es viele Stimmen gab, die dies als große Schande für das Land brandmarkten. So sah sich die Witwe von Babe Ruth veranlasst, Aaron als tadellosen Sportsmann öffentlich gegen die Angriffe in Schutz zu nehmen und ihrem Abscheu vor dem Tun der Unverbesserlichen Ausdruck zu geben. Aaron selbst bezeichnete diese Kampagne später als eine traumatische Erfahrung, die ihm noch lange schwer nachhing.
Da die Atlanta Braves, für die er damals spielte, die Saison 1974 mit drei Auswärtsspielen begannen, wollten sie Aaron nicht einsetzen, um die Rekordverbesserung möglichst im eigenen Stadion erleben zu können. Der „Commissioner of Baseball“ entschied jedoch, dass er in zwei dieser drei Spiele auf das Feld musste. Dabei erzielte Aaron einen Home Run. Das bedeutete Gleichstand mit Babe Ruth.
Am 8. April 1974 schlug Aaron schließlich vor heimischem Publikum und der größten Zuschauerzahl in der Geschichte der Braves im vierten Inning gegen die Los Angeles Dodgers seinen 715. Home Run und brach damit den seit 1935 bestehenden Rekord von Ruth. Zu diesem Spiel war Präsenz von Polizei und FBI im Stadion deutlich verstärkt worden, die Behörden hatten die Todesdrohungen offenbar sehr ernst genommen.
Im November desselben Jahres wurde Hank Aaron an die Milwaukee Brewers verkauft, die zu der Zeit in der American League spielten und für die er noch zwei Spielzeiten bestritt, hauptsächlich als Designated Hitter. Seinen letzten Home Run, Nr. 755, schlug er am 20. Juli 1976 gegen die California Angels.
Am 22. September 2006 hat Barry Bonds von den San Francisco Giants mit der Zahl der von Aaron in der National League geschlagenen Home Runs mit 733 gleichgezogen. Die restlichen seiner 755 Home Runs hatte Aaron seinerzeit in der American League erzielt. Barry Bonds wird allerdings – im Gegensatz zu Aaron – aufgrund konkreter Anhaltspunkte schon lange verdächtigt, Steroide zu nehmen.

### Nach dem Baseball

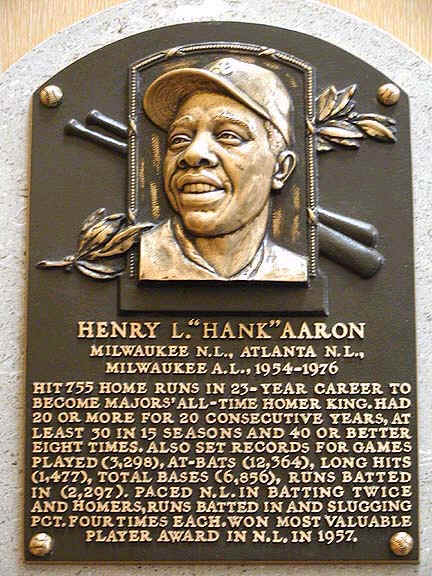
Aarons Ehrentafel in der Baseball Hall of Fame

Aaron beendete 1976 seine aktive Karriere und wurde am 13. Januar 1982 mit einer der größten Mehrheiten, die es je gab, in die Baseball Hall of Fame gewählt. Nach seiner Spielerkarriere kehrte er zu den Braves zurück und arbeitete im administrativen Bereich. Auch hier war er einer der ersten Afroamerikaner, der in den höheren Ebenen des Managements tätig war. Weitere Aufgaben übernahm er bei Turner Broadcasting. Seine Autobiografie mit dem Titel I Had a Hammer erschien 1990.
Zu seinem 65. Geburtstag wurde Aaron für seine herausragende Karriere als Spieler und Persönlichkeit geehrt, indem die Major League Baseball den Hank Aaron Award ins Leben rief, der jährlich den besten Schlagleuten in der American und National League verliehen wird. Im selben Jahr wurde er von The Sporting News auf den 5. Platz der 100 besten Baseballspieler des Jahrhunderts sowie in das All-Century Team der MLB gewählt. Mit der Presidential Medal of Freedom, der höchsten Zivilauszeichnung der Vereinigten Staaten, wurde er am 9. Juli 2002 ausgezeichnet. Molefi Kete Asante zählte ihn 2002 zu den 100 wichtigsten afrikanischstämmigen Amerikanern.
2010 wurde auf dem Gelände des Hank Aaron Stadium, des Heimstadions der Mobile BayBears (Minor League), das Hank Aaron Childhood Home and Museum eröffnet.
Aaron hatte gelegentlich Auftritte in TV-Serien, darunter in MacGyver, Mr. Belvedere und Futurama.
Aaron war später Inhaber eines Autohauses, wo jeder Käufer eines Neuwagens einen vom Chef signierten Baseball als Zugabe erhielt.
Hank Aaron hat sich am 6. Januar 2021 gegen Corona impfen lassen. Seine letzten öffentlichen Worte schrieb er auf seinem Twitter-Account: "Ich war stolz darauf, dass ich heute in der Morehouse School of Medicine den COVID-19-Impfstoff erhalten habe. Ich hoffe, Sie tun dasselbe!" (Original: "I was proud to get the COVID-19 vaccine earlier today at Morehouse School of Medicine. I hope you do the same!"). Hank Aaron starb 16 Tage später, am 22. Januar 2021, im Alter von 86 Jahren.

## Rekorde und Statistiken
Hank Aaron ist derzeit (Stand 2017) MLB-Rekordhalter bei den Extra-Base-Hits (1.477) und den Runs Batted In (2.297). Sein Home Run-Rekord von 755 wurde 2007 von Barry Bonds gebrochen. Weitere beeindruckende Statistiken seiner Laufbahn sind 2.174 erzielte Runs (Platz 4 nach Rickey Henderson, Ty Cobb und Barry Bonds) und 12.364 At-Bats (Platz 2 nach Pete Rose). Seine Gesamtanzahl an Hits (3.771) wurde nur von Cobb und Rose übertroffen. Aarons lebenslanger Schlagdurchschnitt liegt bei .305.

## Werke
mit Lonnie Wheeler: I Had a Hammer: The Hank Aaron Story. Harper Perennial, New York 2007, ISBN 978-0-06-137360-2.   